# Cornelia gens
A Cornelia gens két igen előkelő római nemzetséget jelölt a köztársasági időkben, egy patriciust és egy plebeiust.
Az arisztokrata nemzetségből került ki az összes fontos Cornelius és Cornelia. Az alábbi cognomenek voltak jellemzőek: Arvina, Blasio, Cethegus, Cinna, Cossus, Dolabella, Lentulus (számos agnomennel), Maluginensis, Mammula, Merenda, Merula, Rufinus, Scapula, Scipio (számos ragadványnévvel), Sisenna, Sulla.
A plebejus Corneliusok az alábbi mellékneveket viselték: Balbus, Gallus. Rengeteg cognomen nélküli plebejus Corneliusról maradt fenn híradás, ez pedig egyértelműen Sullának, a dictatornak köszönhető, aki 10 000 rabszolgát szabadított fel, hogy állandó támogatókat szerezzen a népgyűléseken. Ezek pedig mind örökölték a nevét.

## A patrícius Corneliusok

### A Corneli
- Aulus Cornelius Cossus Arvina kétszeres consul, magister equitum és dictator volt a szamniszok elleni harcokban az i. e. 4. század második felében.
- Aulus Cornelius Arvina fetialis volt, aki az i. e. 321-es caudiumi csata után visszaszolgáltatta a megalázva elengedett foglyokat a szamniszoknak.
- Publius Cornelius Arvina Cossus Arvina fia volt. I. e. 306-ban Samniumban harcolt consulként, i. e. 294-ben censor, I. e. 288-ban ismét consul volt.

### A Cornelius Blasiók
- Cnaeus Cornelius Blasio, consul i. e. 270-ben és i. e. 257-ben.
- Cnaeus Cornelius Blasio praetor volt Szicíliában i. e. 194-ben.
- Publius Cornelius Blasio i. e. 170-ben harmadmagával követségben járt a carnusoknál, istrusoknál és a iapydes népnél, i. e. 168-ban pedig pisanusok és lunensisek között kialakult határvitát elrendező ötös bizottság tagja volt.

### A Cornelius Cethegusok
- Marcus Cornelius Cethegus, i. e. 204 egyik consulja
- Caius Cornelius Cethegus, i. e. 194 egyik consulja
- Publius Cornelius Cethegus, i. e. 181 egyik consulja
- Publius Cornelius Cethegus, i. e. 184 praetora
- Marcus Cornelius Cethegus, i. e. 160 egyik consulja
- Lucius Cornelius Cethegus, i. e. 149-ben támogatta Lucius Scribonius Libo néptribunus indítványát Servius Sulpicius Galba ellen.
- Publius Cornelius Cethegus, Marius barátja, később Sulla híve. I. e. 88-ban az ifjabb Mariusszal együtt Numidiába menekült, de i. e. 83-ban átállt az ellenfél oldalára. A közmondásosan romlott életű politikus dictator halála után is befolyásos ember maradt, nagy szerepe volt Marcus Antonius Creticus kinevezésében a kalózok elleni hadjárat élére. Később Lucullus is rajta keresztül próbálta elérni, hogy a pontoszi hadjárat élére állítsák.
- Caius Cornelius Cethegus, adósságban úszó fiatalember, Catilina egyik társa volt az összeesküvésben. A főszervező menekülése után Rómában maradt, feladata rangos politikusok meggyilkolása volt. Publius Cornelius Lentulus Sura késlekedése miatt azonban még idő előtt elkapták, és a nála felhalmozott fegyverek, illetve az allobroges népének küldendő levél alapján késlekedés nélkül halálra ítélték.

### A Cornelius Cinnák
- Lucius Cornelius Cinna, i. e. 127 egyik consulja
- Lucius Cornelius Cinna híres néppárti vezető, Marius fegyvertársa, négyszeres consul volt i. e. 87 – i. e. 84 között.
- Ifjabb Lucius Cornelius Cinna az előbbi fia, praetor i. e. 44-ben
- Cnaeus Cornelius Cinna Magnus, az előbbi fia, Pompeius unokája. Marcus Antoniust támogatta, de Augustus megkímélte. Consul volt 5-ben.

### A Cornelius Cossusok
- Servius Cornelius Cossus, Livius és Diodórosz szerint i. e. 434 egyik consuli rangú katonai tribunusa volt.
- Servius Cornelius Cossus, feltehetően az előbbi fivére, i. e. 426-ban consul, i. e. 424-ben pedig consuli rangú katonai tribunus volt.
- Publius Cornelius Cossus, consuli rangú katonai tribunus volt i. e. 415-ben.
- Cnaeus Cornelius Cossus, consuli rangú katonai tribunus i. e. 414-ben és consul i. e. 409-ben.
- Aulus Cornelius Cossus, az előbbi fivére, consul volt i. e. 413-ban.
- Publius Cornelius Cossus, az előbbiek fivére, i. e. 408 egyik consuli rangú katonai tribunusa volt.
- Cnaeus Cornelius Cossus, consuli rangú katonai tribunus volt i. e. 406-ban, i. e. 404-ben és i. e. 401-ben. Ez utóbbi év során letarolta a capenates nép országát, és sokak szerint biztosította rokona, a plebejus Marcus Licinius Calvus számára a következő évre szóló megválasztását.
- Publius Cornelius Maluginensis Cossus i. e. 395-ben consuli rangú katonai tribunus volt, és legyőzte a faliscusokat. i. e. 393-ban consullá választották, de a választás során történt valamilyen szabálytalanság miatt kollégájával együtt le kellett mondania.
- Aulus Cornelius Cossus i. e. 385-ben dictatorként véres csatában legyőzte a volscusokat és szövetségeseiket, a latinokat és hernicusokat, majd hazatérve bebörtönözte Manliust és triumphust tartott.
- Aulus Cornelius Cossus i. e. 369-ben és i. e. 367-ben az utolsó consuli rangú katonai tribunusok egyike volt.
- Aulus Cornelius Cossus Arvina kétszeres consul, magister equitum és dictator volt a szamniszok elleni harcokban az i. e. 4. század második felében.

### A Cornelius Dolabellák
- Publius Cornelius Dolabella Maximus i. e. 283 egyik consulja volt.
- Cnaeus Cornelius Dolabella rex sacrorum volt i. e. 208-tól i. e. 180-ban bekövetkezett haláláig.
- Lucius Cornelius Dolabella Caius Furius társa volt a duumvir navalisi tisztségben, majd rokona, a rex sacrorum halálakor megpályázta annak tisztségét. A pontifex maximus megbírságolta és nem iktatta be, mivel nem volt hajlandó lemondani katonai funkciójáról. Fellebbezését követően a szavazást égi jelek szakították félbe, így nem nyerte el a hőn áhított papi funkciót. A tengeren az Adriai-tengert védelmezte húsz hajóval az illírek ellen.
- Cnaeus Cornelius Dolabella i. e. 165-ben aedilis curulis volt, ekkor vitette színpadra kollégájával, Sextus Iulius Caesarral Terentius Hecyra című darabját a Megalesia ünnepségén. i. e. 159-ben consul volt.
- Cnaeus Cornelius Dolabella, az előbbi fia volt, akit i. e. 100-ban Appuleius Saturninusszal együtt gyilkoltak meg.
- Cnaeus Cornelius Dolabella, az előbbi fia. Sulla mellé állt a Marius elleni polgárháborúban, i. e. 81-ben ezért consuli rangra emelkedhetett. Proconsulként Macedoniát igazgatta, a trákok felett aratott győzelméért hazatérve triumphust tarthatott. Az ifjú Julius Caesar i. e. 77-ben visszaélésekkel vádolta meg, de felmentették.
- Cnaeus Cornelius Dolabella i. e. 81. egyik visszaéléseiről ismert praetora volt.
- Publius Cornelius Dolabella i. e. 67 egyik praetora volt.
- Publius Cornelius Dolabella: Cicero veje, hírhedten erkölcstelen politikus volt.
- Publius Cornelius Dolabella, az előbbi fia volt első feleségétől, Fabiától. i. e. 30-ban Octavianusszal volt Alexandriában, ahol VII. Kleopátra szépségétől megszédülve elárulta neki, hogy Itáliába kívánják vinni. 10-ben consul volt.
- Publius Cornelius Dolabella, az előbbi fia Tiberius africai helytartója volt 23-24 között, aki leverte Tacfarinas lázadását. Lojalitása ellenére nem kapott triumphust, nehogy elődje, Junius Blaesius, Seianus nagybátyja hírnevét elhomályosítsa. 27-ben Domitius Aferhez csatlakozott rokona, Quintilius Varus megvádolásában.
- Cornelius Dolabella Galba rokona volt, ezért Otho Aquinumba száműzte. A császár bukása után visszatért, de Vitellius, akinek első feleségét, Petroniát vette nőül, Interamniumba rendelte és meggyilkoltatta.

### A Cornelius Lentulusok
- Lucius Cornelius Lentulus volt az egyetlen senator, aki i. e. 387-ben Brennus lefizetése ellen szavazott.
- Lucius Cornelius Lentulus az előbbi fia, i. e. 327 egyik consulja volt. i. e. 324-ben felderítő csapatot vezetett Samniumba, i. e. 321-ben pedig javasolta a consuloknak, hogy fogadják el a szamniszok feltételeit a caudiumi vereséget követően. i. e. 320-ban dictatorként állt bosszút a római vereségért.
- Servius Cornelius Lentulus i. e. 303-ban volt consul.
- Lucius Cornelius Lentulus, az előbbi unokája i. e. 275-ben volt consul.
- Lucius Cornelius Lentulus Caudinus, az előbbi fia, aedilis curulis, pontifex maximus és i. e. 237 egyik consulja volt. Hivatali évében legyőzte a ligurokat, és triumphust tarthatott. i. e. 213-ban halt meg.
- Publius Cornelius Lentulus Caudinus, az előbbi fivére, i. e. 236 egyik consulja volt.
- Lucius Cornelius Lentulus Caudinus, az előbbi unokaöccse, i. e. 237 consuljának egyik fia, i. e. 209 aedilis curulisa volt.
- Publius Cornelius Lentulus Caudinus, az előbbi fivére, i. e. 210-ben követte Scipiót Hispaniába, i. e. 204-ben pedig praetor volt. i. e. 189-ben a Kis-Ázsiába küldött biztos közé tartozott.
- Publius Cornelius Lentulus, az előbbi kettő unokatestvére, i. e. 236 consuljának fia i. e. 214-ben Szicília praetora volt, és egészen i. e. 212-ig igazgatta a provinciát. Az előzővel együtt részt vett a tízes bizottságban.
- Servius Cornelius Lentulus i. e. 207-ben aedilis curulis, i. e. 205-ben pedig katonai tribunus volt Hispaniában.
- Servius Cornelius Lentulus, az előbbi fia, i. e. 171-ben Publius nevű fivérével követ volt Hellaszban, i. e. 169-ben pedig Szicília praetora lett.
- Publius Cornelius Lentulus, az előbbi fivére, i. e. 171-ben az öt Hellaszba menesztett követ egyike volt.
- Lucius Cornelius Lentulus, az előbbi unokaöccse, Servius fia i. e. 140-ben volt praetor.
- Lucius Lentulus i. e. 160-ban az Aemilius Paullus jelentéseit hazavivő hírnökök egyike volt.
- Caius Cornelius Lentulus i. e. 199-ben a három, coloniák alapítását felügyelő hivatalnok egyike volt.
- Cnaeus Cornelius Lentulus i. e. 201 consuljainak egyike volt.
- Lucius Cornelius Lentulus, az előbbi öccse, i. e. 199 consuljainak egyike volt.
- Lucius Cornelius Lentulus Lupus, az előbbi unokaöccse, Cnaeus fia volt. i. e. 163-ban aedilis curulisi, i. e. 156-ban consuli, i. e. 147-ben censori tisztséget viselt.
- Publius Cornelius Lentulus i. e. 169-ben aedilisként medvéket és elefántokat vonultatott fel a Circus Maximusban, a következő évben pedig a Perszeusz makedón királlyal sikertelenül tárgyaló háromtagú bizottság tagja volt. I e. 162-ben consul suffectusszá nevezték ki, mert a választásokat nem hivatalosnak minősítették. Princeps senatusként igen agg kort ért meg, még a Caius Gracchus elleni harcban is megsérült i. e. 121-ben.
- Cornelius Lentulus praetor volt, akit i. e. 134-ben legyőztek az I. szicíliai rabszolgaháborúban a felkelők.
- Cnaeus Cornelius Lentulus i. e. 97-ben volt consul.
- Publius Cornelius Lentulus Sura i. e. 71-ben volt consul, és támogatta Catilinát.
- Publius Cornelius Lentulus Spinther i. e. 57-ben volt consul.
- ifjabb Publius Cornelius Lentulus Spinther az előző fia volt, Caesar ellen harcolt.
- Cnaeus Cornelius Lentulus Clodianus eredetileg Claudius volt, valószínűleg i. e. 97 consulja adoptálta. i. e. 72-ben consul, i. e. 70-ben pedig censor volt.
- Cnaeus Cornelius Lentulus Clodianus az előbbi fia volt. i. e. 60-ban Quintus Caecilius Metellus Creticus és Lucius Valerius Flaccus társaként az Alpokban élő törzsek feltételezett galliai betörését küldték kivizsgálni.
- Lucius Cornelius Lentulus Crus i. e. 49-ben volt consul, és mindent megtett a Caesar elleni háború kirobbantásáért.
- Lucius Cornelius Lentulus Niger Mars papja volt. i. e. 58-ban indult a consulválasztáson, bár Caesar megpróbálta belekeverni egy Pompeius elleni merényletbe. I. e. 57-ben azon papok közé tartozott, akik arról voltak hivatottak dönteni, hogy Cicero háza megszentelt terület-e. i. e. 56-ban Publius Sextius ügyében bíra volt, még ebben az évben elhunyt.
- Lucius Cornelius Lentulus, az előbbi fia, szintén Mars-pap volt. I. e. 54-ben megvédte a zsarolással megvádolt Marcus Scaurust, egyben hazaárulással vádolta Gabiniust. Marcus Antonius barátja lévén i. e. 44-ben egy provincia élére nevezték ki, de nem húzott belőle hasznot. I. e. 20-ban még pénzt veretett Mars nevében a parthiai sikerekre való tekintettel.
- Lentulus Cruscellio i. e. 43-ban Sextus Pompeiusnál keresett menedéket feleségével, Sulpiciával együtt a proscriptiók elől.
- Cnaeus Cornelius Lentulus i. e. 18-ban volt consul.
- Cnaeus Cornelius Lentulus Augur i. e. 14-ben lett consul. Hatalmas vagyonát megirigyelő miatt Tiberius császár megvádolta, mire öngyilkos lett.
- Lucius Cornelius Lentulus i. e. 3-ban volt consul. Elképzelhető, hogy i. e. 18 consuljának fivére volt.
- Cossus Cornelius Lentulus Gaetulicus talán i. e. 14 consuljának volt a fia, ő használta elsőként Cossust (a Cnaeusszal felváltva) praenomenként. I. e. 1-ben volt consul, sikeres hadvezérként is megállta a helyét.
- Cossus Cornelius Lentulus 25-ben viselte a consuli hivatalt, feltehetően az előbbi fia volt.
- Cnaeus Cornelius Lentulus Gaetulicus, az előbbi fivére, 26-ban volt consul, emellett hadvezéri, költői és történetírói érdemei is voltak.
- Cossus Cornelius Lentulus, valószínűleg az előbbi unokaöccse, 25 consuljának a fia 60-ban érte el a consuli rangot Nero társaként.
- Lentulus pantomimszínész és -szerző volt valamikor az 1. század vége előtt.

### A Cornelius Maluginensisek
A Maluginensisek jeles családja kezdetben valószínűleg egy volt a Cossusokéval (ld. feljebb), de később kettévált a két ág.
- Servius Cornelius Cossus Maluginensis, i. e. 485 egyik consulja Veii ellen vezetett sikeres háborút.
- Lucius Cornelius Maluginensis, az előbbi fia, i. e. 459-ben volt consul. Társával, Quintus Fabius Vibulanusszal szép sikereket ért el a volscusok és az aequusok elleni háborúban, és bevette Antiumot, amiért triumphust tarthatott. i. e. 449-ben a II. decemvirátus mellett szólalt fel a senatusban, mivel unokatestvére, Marcus is annak tagja volt.
- Marcus Cornelius Maluginensis, az előbbi unokatestvére, a II. decemvirátus tagja volt.
- Marcus Cornelius Maluginensis, az előbbi fia, i. e. 436-ban volt consul.
- Publius Cornelius Maluginensis, az előbbi fia, i. e. 404-ben consuli hatalmú katonai tribunus volt.
- Publius Cornelius Maluginensis, az előbbi fia, i. e. 397-ben és i. e. 387-ben is consuli hatalmú katonai tribunus volt, i. e. 396-ban pedig Marcus Furius Camillus dictator magister equituma volt (a Fasti alapján, ugyanis Livius és Plutarkhosz Maluginensis helyett Scipiót ír).
- Publius Cornelius Maluginensis Cossus i. e. 395-ben katonai tribunus, i. e. 393-ban pedig consul volt.
- Marcus Cornelius Maluginensist i. e. 387-ben választották censorrá a hivatalában elhunyt Caius Julius Julus helyére, de mivel a gallok ebben az évben legyőzték és kifosztották Rómát, soha többé nem választottak pótcensort a rossz ómennek hitt eset miatt.
- Servius Cornelius Maluginensis hétszer volt consuli hatalmú katonai tribunus, de hivatali évein kívül semmit sem tudunk róla (i. e. 386, i. e. 384, i. e. 382, i. e. 380, i. e. 376, i. e. 370, i. e. 368).
- Marcus Cornelius Maluginensis i. e. 369-ben és i. e. 367-ben volt consuli rangú katonai tribunus.
- Servius Cornelius Maluginensis i. e. 361-ben Furius Quinctius Pennus Capitolinus Crispinus dictator magister equituma volt, és a kelták ellen harcolt.

### A Cornelius Mammulák
- Aulus Cornelius Mammula i. e. 217-ben praetorként ver sacrum-fogadalmat tett, de csak i. e. 195-ben teljesítette. i. e. 216-ban Szardínia propraetoraként hiába kért utánpótlást katonái számára.
- Aulus Cornelius Mammula i. e. 191-ben volt praetor, és ebben az évben a dél-itáliai bruttiusok ellenőrzését kapta feladatául.
- Publius Cornelius Mammula i. e. 180-ban volt praetor Szicília szigetén.
- Marcus Cornelius Mammula i. e. 173-ban a Perszeusz makedón királyhoz és VI. Ptolemaiosz Philométórhoz menesztett négytagú követség tagja volt.

### A Cornelius Merendák
- Servius Cornelius Merenda i. e. 275-ben Lucius Cornelius Lentulus consul legatusa volt, aki egy aranymorzsolót adott neki egy samniumi város elfoglalásáért. I. e. 274-ben ugyanitt folytatta a hadvezetést, immár consuli rangban.

### A Cornelius Rufinusok
- Publius Cornelius Rufinust i. e. 334-ben megválasztották dictatornak, de le kellett mondania, mert auguri beiktatásakor hibákat követtek el.
- Publius Cornelius Rufinus, valószínűleg az előző fia, kétszeres consul (i. e. 290; i. e. 277), dictator (i. e. 280?). Az ő unokája volt az első Sulla.

### A Cornelius Scipiók
A Scipio név jelentése: bot, pálca. Onnan ered, hogy egy Cornelius vak apját úgy kísérgette, mintha csak a botja lenne, és agnomenje utódaira is ráragadt. A Scipiók a római történelem egyik legjelentősebb családja voltak, 1780-ban közös síremléküket felfedezték a Via Appia bal oldalán, a Porta Capena közelében.
- Publius Cornelius Scipio, Marcus Furius Camillus magister equituma (a Fastiban Maluginensis cognomennel; i. e. 396) kétszeres consuli hatalmú katonai tribunus (i. e. 395 és i. e. 394), kétszeres interrex (i. e. 391 és i. e. 389) volt.
- Publius Cornelius Scipio, az előző fia, i. e. 366-ban aedilis curulis volt. Feltehetően azonos Camillus dictator magister equitumaként említett L. Corneliusszal (i. e. 350).
- Lucius Cornelius Scipio, interrex i. e. 352-ben, consul i. e. 350-ben Marcus Popillius Laenasszal.
- Publius Cornelius Scipio Barbatus, consul i. e. 328-ban (Liviusnál Scapula néven), i. e. 306-ban dictatorrá választották a consulválasztás levezénylésére. I. e. 305-ben pontifex maximusként hallunk róla.
- Lucius Cornelius Scipio Barbatus, i. e. 298 consulja, jeles hadvezér. Tőle követhetjük nyomon teljes bizonyossággal a Scipiók családfáját.
- Cnaeus Cornelius Scipio Asina, az előbbi fia, i. e. 260 és i. e. 254 consulja.
- Lucius Cornelius Scipio, az előbbi fivére, Lucius Barbatus fia, i. e. 259 consulja.
- Publius Cornelius Scipio Asina, az előbbi unokaöccse, Cnaeus Asina fia, consul i. e. 221-ben.
- Cnaeus Cornelius Scipio Calvus, i. e. 259 consuljának fia, az előbbi unokatestvére, consul i. e. 222-ben
- Publius Cornelius Scipio, az előbbi fivére, consul i. e. 218-ban
- Lucius Cornelius Scipio, az előbbiek fivére, csak nevéről ismert.
- Publius Cornelius Scipio Africanus, az előbbi unokaöccse, i. e. 218 consuljának fia, i. e. 204 és i. e. 194 egyik consulja, Hannibal legyőzője
- Publius Cornelius Scipio Africanus, az előbbi fia, augur
- Cornelius Scipio Africanus, Lucius vagy Cnaeus, az előbbi fivére, i. e. 174-ben praetor 
  - Scipiónak két Cornelia nevű lánya is volt, Publius Cornelius Scipio Nasica Corculum és Tiberius Sempronius Gracchus felesége.
- Lucius Cornelius Scipio Africanus, a nagy Africanus fivére, consul i. e. 190-ben
- Lucius Cornelius Scipio Asiaticus, az előbbi fia, a Prusziasz bithüniai király fogadására kiküldött quaestor i. e. 167-ben
- Lucius Cornelius Scipio Asiaticus, az előbbi unokája, Marius-párti consul i. e. 83-ban
- Publius Cornelius Scipio Aemilianus Africanus, eredetileg Lucius Aemilius Paullus fia, de unokatestvére, a nagy Africanus Publius nevű fia adoptálta. i. e. 147-ben és i. e. 134-ben consul
- Publius Cornelius Scipio Nasica, Cnaeus Scipio Calvus fia, jeles jogtudós. Consul i. e. 191-ben
- Publius Cornelius Scipio Nasica Corculum, az előbbi fia, maga is híres jogtudós, i. e. 162-ben és i. e. 155-ben consul
- Publius Cornelius Scipio Nasica Serapio, az előbbi fia, i. e. 133 consulja
- Publius Cornelius Scipio Nasica, az előbbi fia, i. e. 111 consulja
- Publius Cornelius Scipio Nasica, az előbbi fia, praetor i. e. 93-ban
- Publius Cornelius Scipio Nasica, az előbbi fia, Quintus Caecilius Metellus Pius adoptálta a Caeciliusok közé
- Cnaeus Cornelius Scipio Hispallus, i. e. 259 consulja Lucius nevű fiának gyermeke, consul i. e. 171-ben
- Cnaeus Cornelius Scipio Hispallus, az előbbi fia, követ Karthágóban i. e. 149-ben. Praetorként i. e. 139-ben kitiltotta Rómából a csillagjósokat
- Cnaeus Cornelius Scipio Hispallus, az előbbi fia, erkölcstelen életvitele miatt nem foglalhatta el a számára kisorsolt tartományt
- Cornelius Scipio Salutio, Iulius Caesar ismeretlen származású katonája, akit africai hadjáratán serege élére állított vagy gúnyból Metellus Scipio ellen, vagy azon babona miatt, hogy egy Scipio mindig győz Africában.
- Publius Cornelius Scipio, Scribonia első férje. Suetonius szerint consuli rangú volt, ami nem lehetséges.
- Publius Cornelius Scipio, az előbbi fia, consul i. e. 16-ban.
- Cornelius Scipio, talán az előbbi fia, Iunius Blaesus africai proconsul legatusa volt a Tacfarinas elleni háborúban i. e. 22-ben
- Publius Cornelius Scipio, talán az előbbi fia. Poppaea Sabina nevű feleségét Claudius felesége, Messalina gyilkoltatta meg; később javasolta a senatusban, hogy a császár egyik szabadosának, Pallasnak fejezzék ki köszönetüket, amiért királyi sarj létére szolgál. Nero alatt, 56-ban consul volt.

### A Cornelius Sisennák
- Publius Cornelius Sisenna, prator urbanus i. e. 183-ban
- Cnaeus Cornelius Sisenna, Lucius fia, csak pénzérmékről ismert.
- Lucius Cornelius Sisenna, politikus, annalista történetíró volt az i. e. 1. században. i. e. 78-ban praetori rangot viselt. Cicero, Varro és Sallustius egyaránt nagyra becsülte munkásságát.

### A Cornelius Sullák
- Publius Cornelius Rufinus/Sulla: a név első viselője, az előkelő Cornelius Rufinusok leszármazottja volt. i. e. 212-ben praetori rangra emelkedett, ekkor vezette be az Apollón-játékokat.
- Publius Cornelius Sulla: az előző fia. Csak annyit tudunk, hogy i. e. 186-ban praetor lett, és Szicília volt a provinciája.
- Servius Cornelius Sulla: az előző fivére. i. e. 167-ben tagja volt a Makedóniába menesztett, a tartománnyá szervezett királyság ügyeit elrendezni hivatott tíztagú bizottságnak.
- Lucius Cornelius Sulla: a dictator egyébként ismeretlen, szegény sorsú atyja.
- Lucius Cornelius Sulla Felix: a dictator, VI. Mithridatész Eupatór, Caius Marius és a néppárt nagy ellenfele.
- Cornelius Sulla: az előző fia negyedik feleségétől, Caecilia Metellától. Gyermekként meghalt.
- Faustus Cornelius Sulla: az előző fivére, a dictator fia. Pompeius párthíve.
- Servius Cornelius Sulla: a dictator fivére, egyébként ismeretlen.
- Publius Cornelius Sulla: az előző fia. Caesar párthíve.
- Servius Cornelius Sulla: az előző öccse. Részt vett a Catilina-összeesküvésben.
- Publius Cornelius Sulla: az előző unokaöccse, Publius fia. I. e. 45-ben Caesar megkímélte.
- Lucius Cornelius Sulla: az előző fia, i. e. 5-ben Augustus consultársa volt.
- Lucius Cornelius Sulla Felix: az előző fia, 33-ban Servius Sulpicius Galba consultársa volt.
- Lucius Cornelius Sulla: valószínűleg az előbbi fia, consul suffectus volt 52-ben.
- Faustus Cornelius Sulla: consul volt 52-ben. Claudius császár Antonia Claudia nevű lányának a férjeként trónra töréssel vádolták meg, és bár felmentették, Nero féltékenysége miatt 59-ben koholt vádak alapján Massilia városába száműzték, majd 63-ban félve a germaniai legiók esetleges fellázításától, a császár kivégeztette.
- Cornelius Sulla: Cappadocia helytartója, Elagabalus végeztette ki.